# San Antonio II
San Antonio II är en ort i Mexiko.   Den ligger i kommunen Chicomuselo och delstaten Chiapas, i den sydöstra delen av landet, 800 km sydost om huvudstaden Mexico City. San Antonio II ligger 587 meter över havet och antalet invånare är 118.
Terrängen runt San Antonio II är kuperad åt sydväst, men åt nordost är den platt. Runt San Antonio II är det ganska glesbefolkat, med 34 invånare per kvadratkilometer. Närmaste större samhälle är Frontera Comalapa, 18,3 km sydost om San Antonio II. Omgivningarna runt San Antonio II är en mosaik av jordbruksmark och naturlig växtlighet.